# Jafar Sharif-Emami
Pour les articles homonymes, voir Jafar.
 (décembre 2020).
Si vous disposez d'ouvrages ou d'articles de référence ou si vous connaissez des sites web de qualité traitant du thème abordé ici, merci de compléter l'article en donnant les références utiles à sa vérifiabilité et en les liant à la section « Notes et références ».
Jafar Sharif-Emami (en persan : جعفر شریف‌امامی) est un homme politique iranien né le 8 septembre 1910 à Téhéran et mort le 16 juin 1998 à New York. Il est Premier ministre d'Iran à deux reprises.

## Biographie
Jafar Sharif-Emami est né à Téhéran le 8 septembre 1910 dans une famille de religieux. Son père est un mollah. Après le lycée, Jafar Sharif-Emami est envoyé (avec trente autres jeunes hommes) en Allemagne, où il étudie pendant 18 mois. Il retourne en Iran en 1930 pour travailler avec une organisation de chemins de fer de l’État jusqu’à l'invasion anglo-soviétique. Des années plus tard, il est envoyé en Suède pour suivre une formation technique. Il revient en 1939 après avoir obtenu son diplôme d'ingénieur. 
Jafar Sharif-Emami poursuit des études d'ingénieur en Allemagne et en Suisse. Il est ministre dans le cabinet de Manouchehr Eghbal.
Il devient Premier ministre une première fois en 1960, puis une deuxième fois en 1978, quelques mois avant la Révolution.
Il est Grand Maître de la Grande loge d'Iran de sa création en 1969 jusqu'à la révolution iranienne en 1979.
Titulaire de l'ordre de Taj (couronne) 1re classe, il est président du Sénat et de la fondation Pahlavi.